# Ahmed Şefik Midhat Pascha

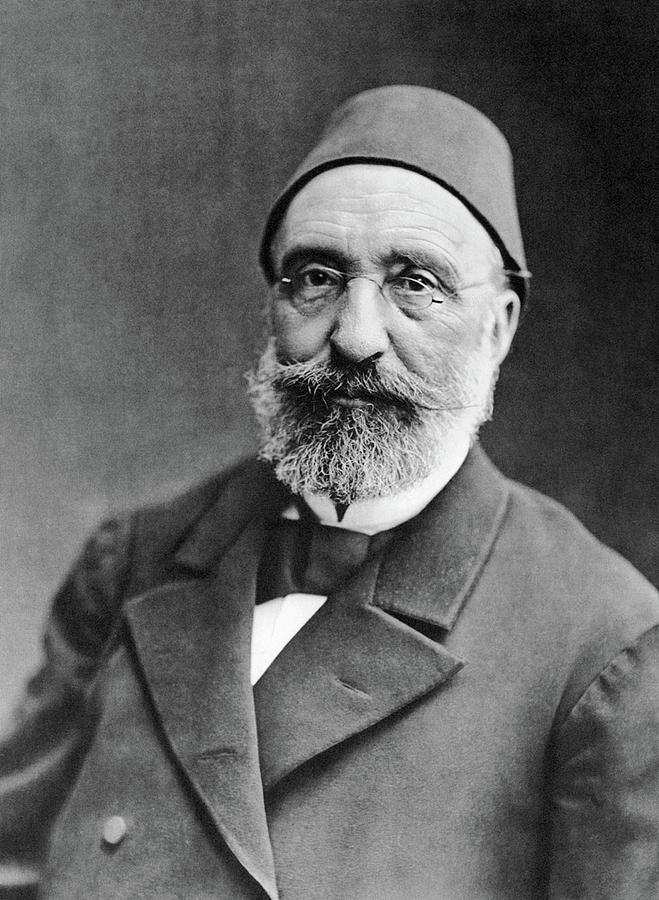
Ahmed Şefik Midhat Pascha

Ahmed Şefik Midhat Pascha (osmanska:احمد شفیق مدحت پاشا , turkiska:  Ahmet Şefik Mithat Paşa), född 18 oktober 1822 i Istanbul, död 8 maj 1884 i Taif, var en osmansk politiker och statsman.
Midhat Pascha var en av 1800-talets främsta osmanska statsmän. Han verkade för landets fredliga utveckling, samtidigt som han alltid hävdade den osmanska statens auktoritet. Han var en av de äldre osmanska reformsträvandenas mest dugande och patriotiska representanter och gav, särskilt som provinsguvernör, många prov på stor administrativ skicklighet.
Bland annat blev han 1860 utnämnd till pascha och fick därmed tillägget pascha till sitt namn. 1861 blev Ahmed Şefik Midhat Pascha utsedd till guvernör (vali) i vilajetet Nisch i Serbien, 1865 till guvernör i Donauvilajetct (Silistria, Vidin och Nisch), 1869 till guvernör i Bagdad samt 1872 till guvernör i Saloniki. År 1876 utnämndes han till storvesir.
När han som storvesir 1877 försökte göra de i författningen stadgade inskränkningarna i sultanens makt till en verklighet blev han plötsligt häktad och landsförvisad.
 Han fick året därefter tillåtelse att återvända som privatman och utnämndes kort därpå först till ståthållare i Syrien och därefter till generalguvernör i Smyrna. Han ställdes 1881 till svars för sin delaktighet vid undanröjandet av sultan Abd ul-Aziz och dömdes till döden. Genom engelsk medling mildrades straffet till livstids deportering till Taif i nuvarande Saudiarabien. Där blev han 1884 mördad på sultanens befallning.